# Всеукраїнський благодійний фонд «Журналістська ініціатива»

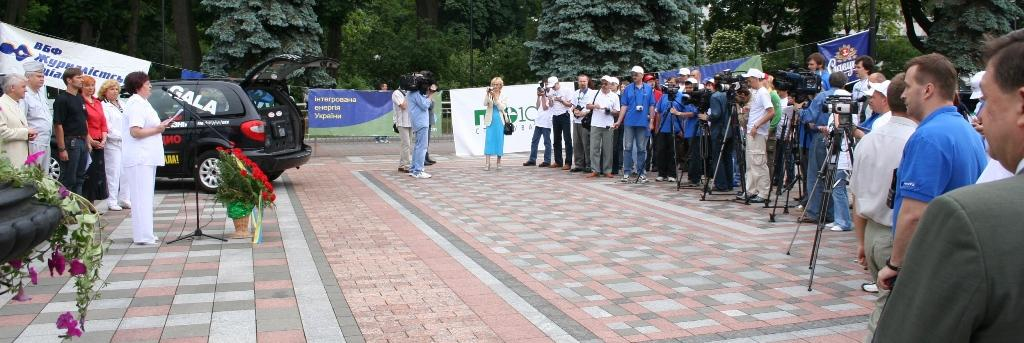
Урочистий старт Міжнародного автопробігу журналістів. (Київ, 04.06.2005. Фото Сергія Шевченка)

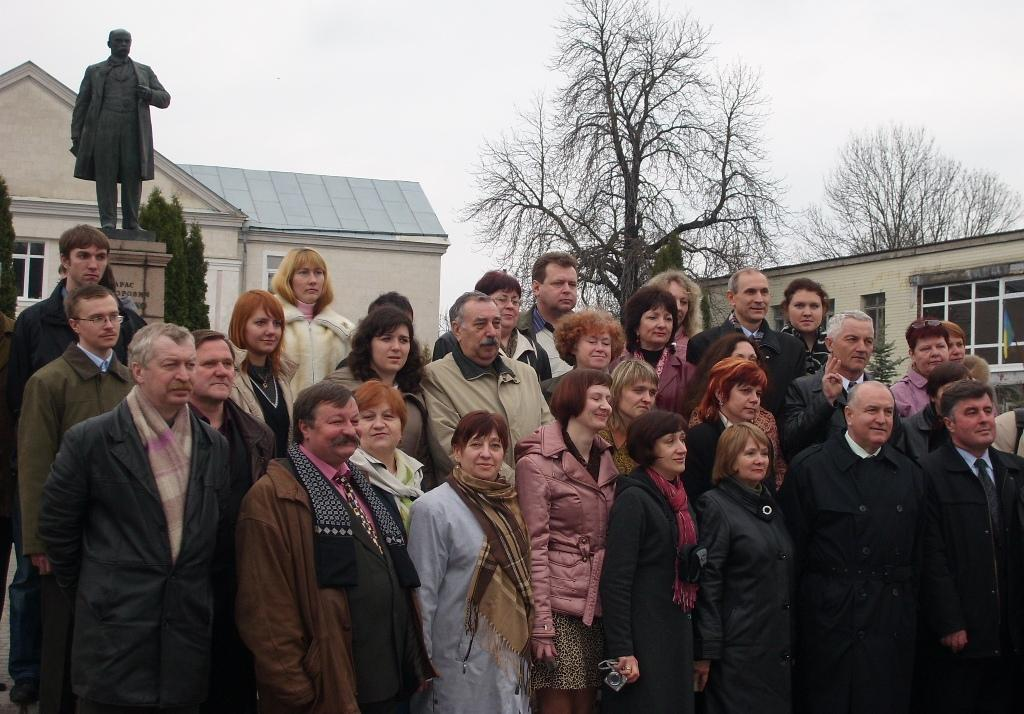
Учасники семінару «Культура мови — культура нації» (2008, с. Шевченкове на Черкащині). Фото Сергія Шевченка

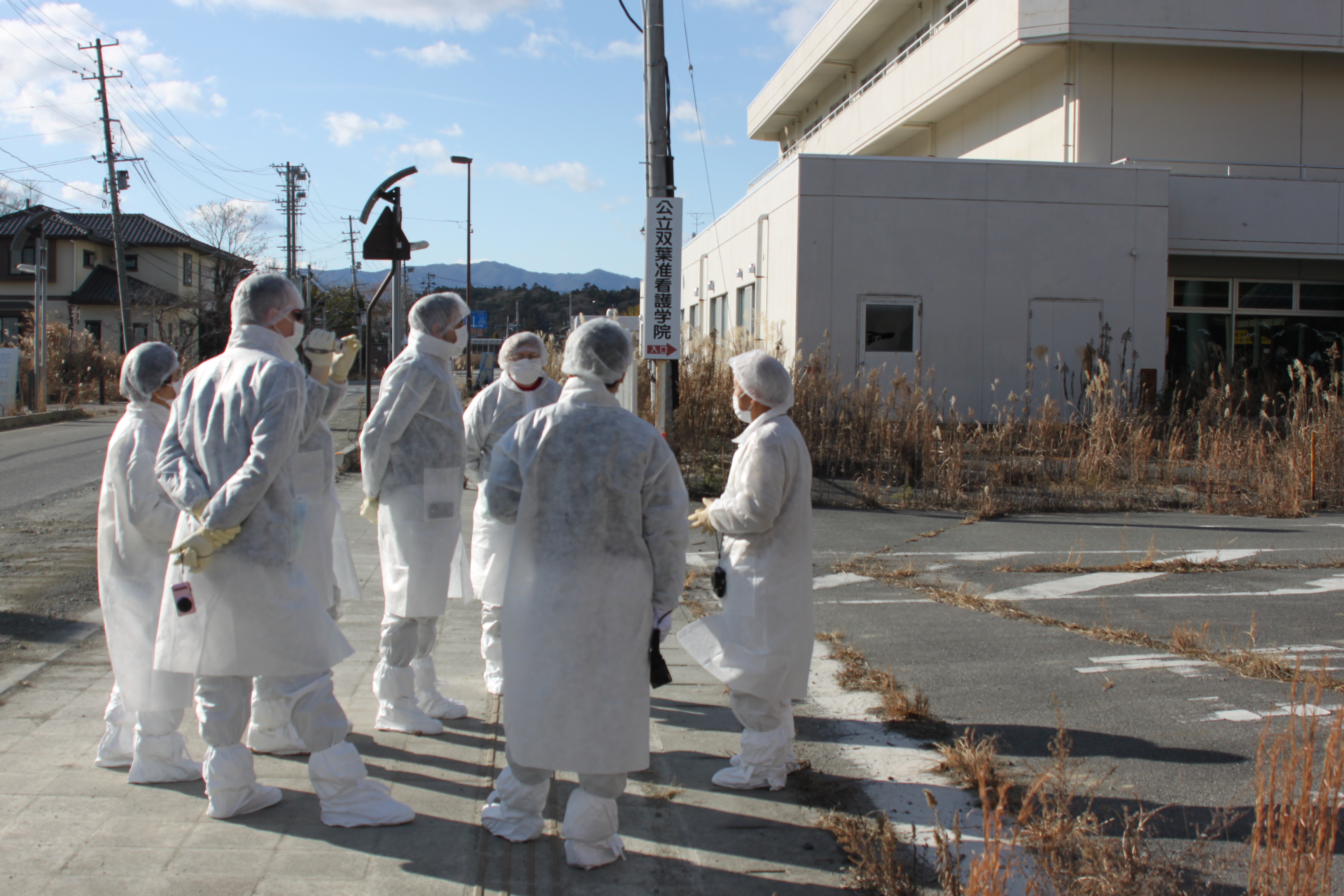
Журналісти в зоні відчуження аварійної АЕС «Фукусіма-1» у Японії (м. Футаба, 2019). Фото Сергія Шевченка

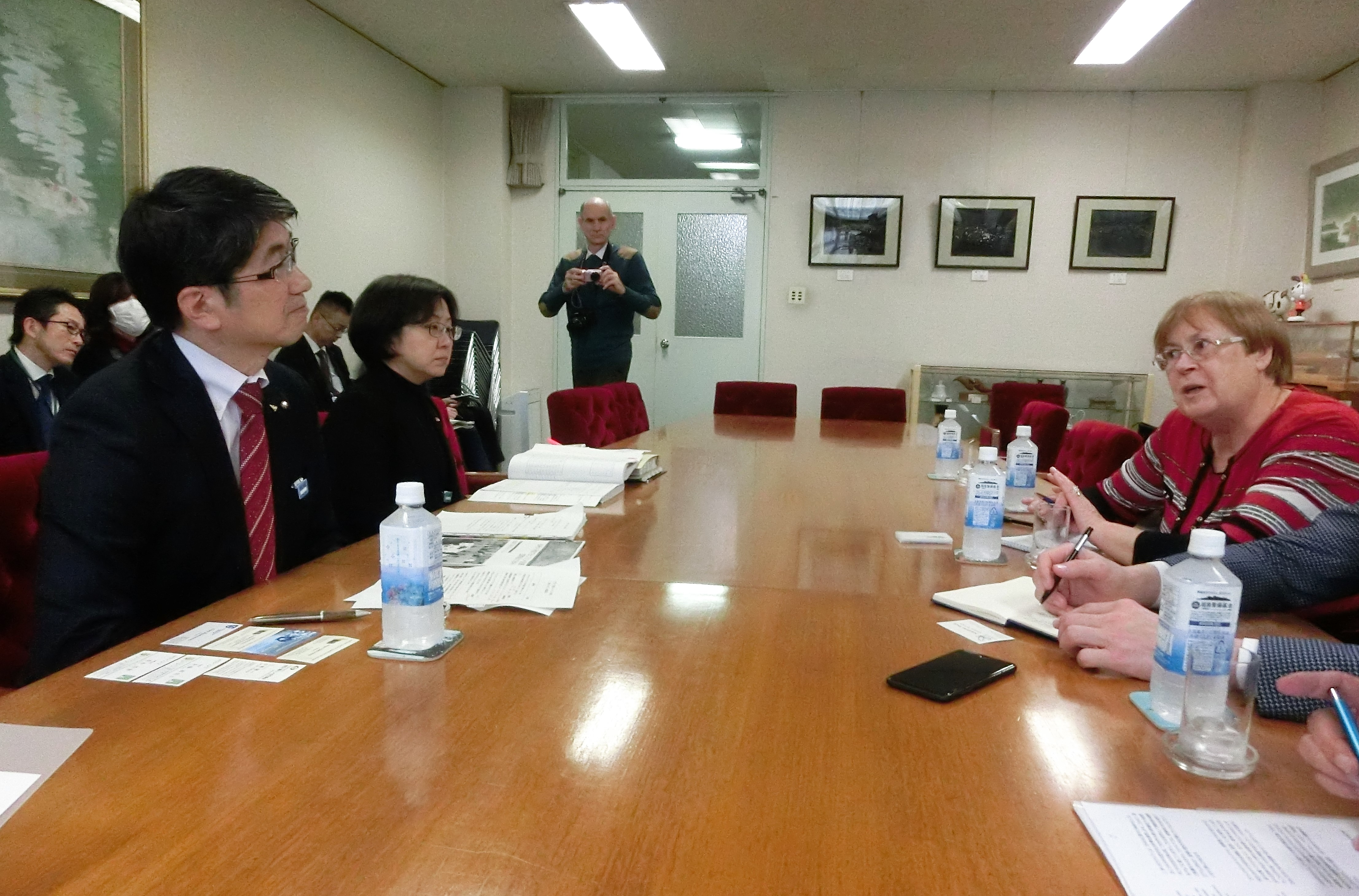
Спілкування українських журналістів з мером Нагасакі (Японія, 2019)

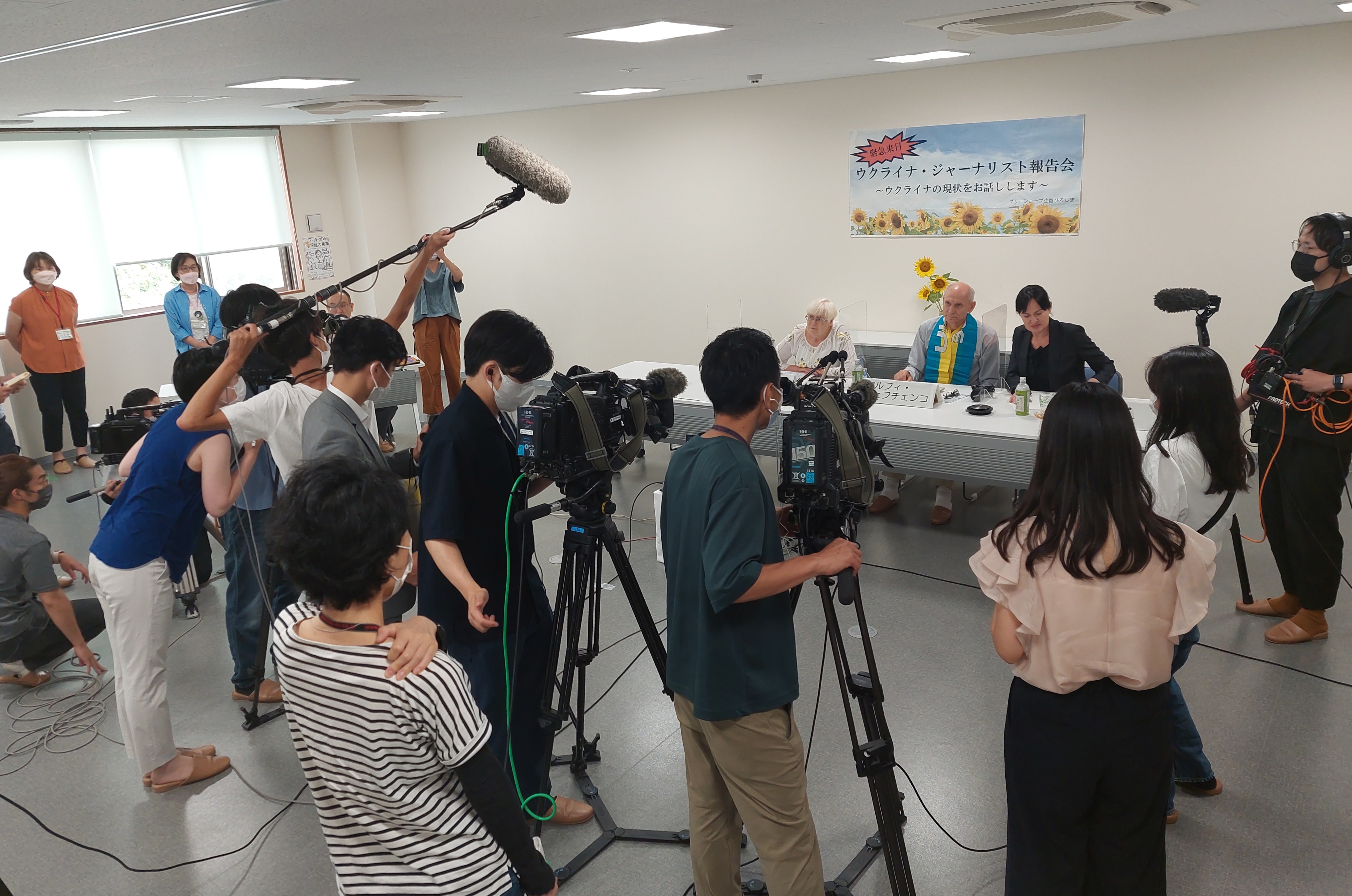
Керівні діячі ВБФ «Журналістська ініціатива» Людмила Мех і Сергій Шевченко на брифінгу в Хіросімі (Японія, 2022)

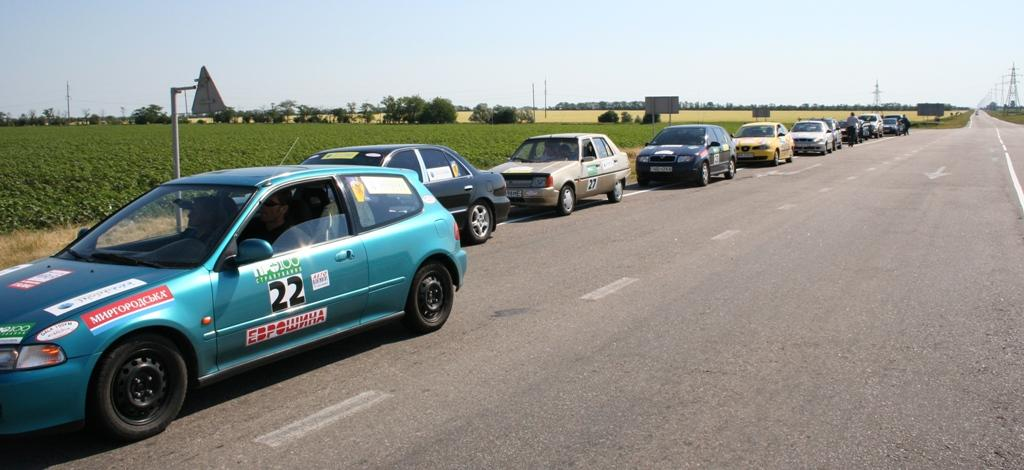
Автопробіг прямує до Криму. Зупинка в дорозі для проведення рейду. Фото Сергія Шевченка)

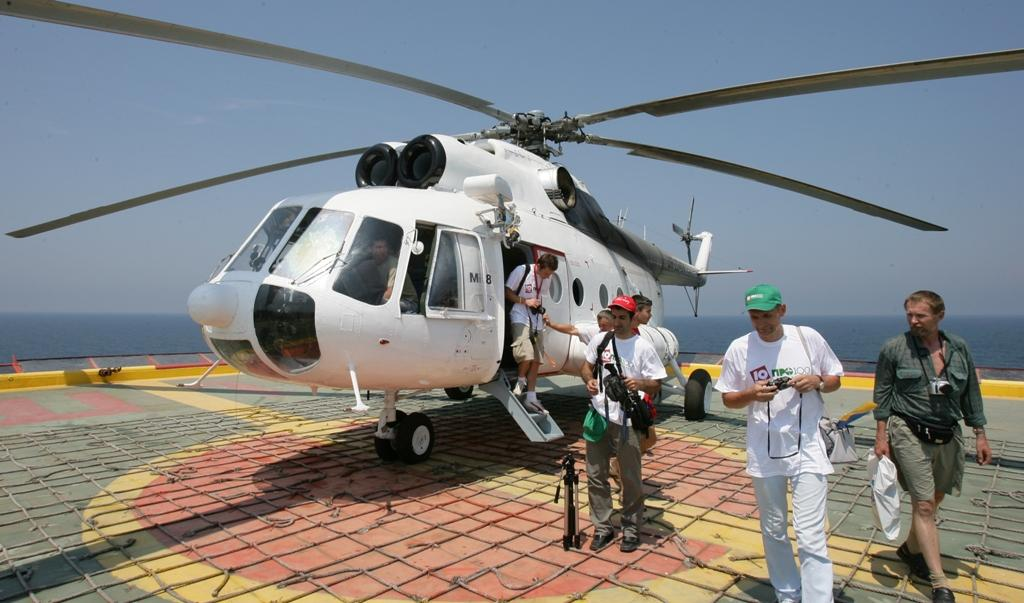
Учасники автопробігу на морській буровій платформі (АР Крим, 2007). Фото Євгенія Кравса

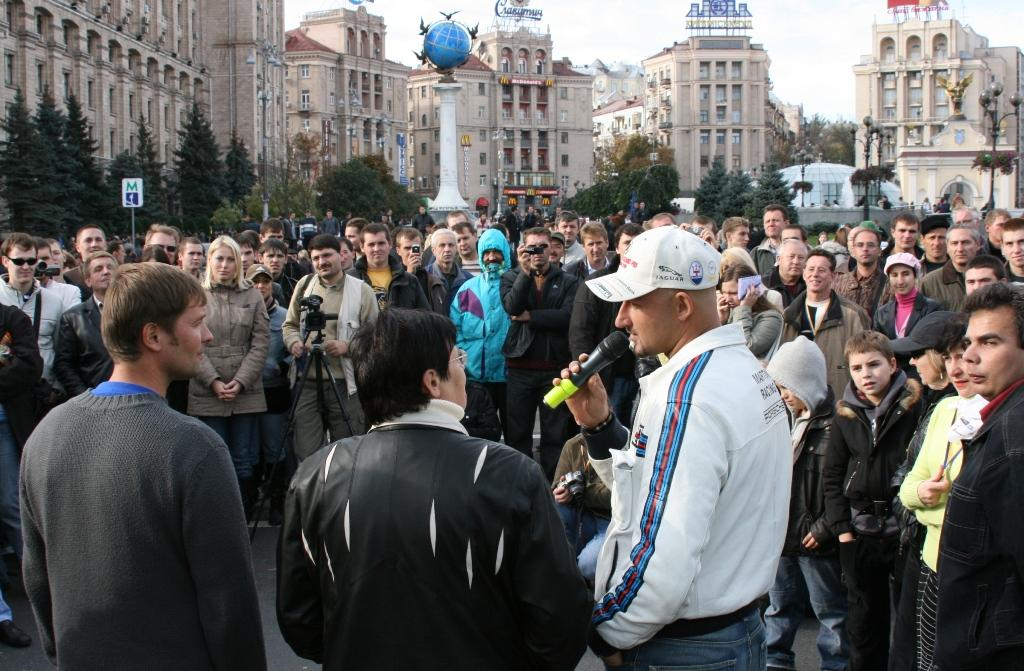
Імпровізована пресконференція під час ралі журналістів (Київ, 2008. Фото Сергія Шевченка)

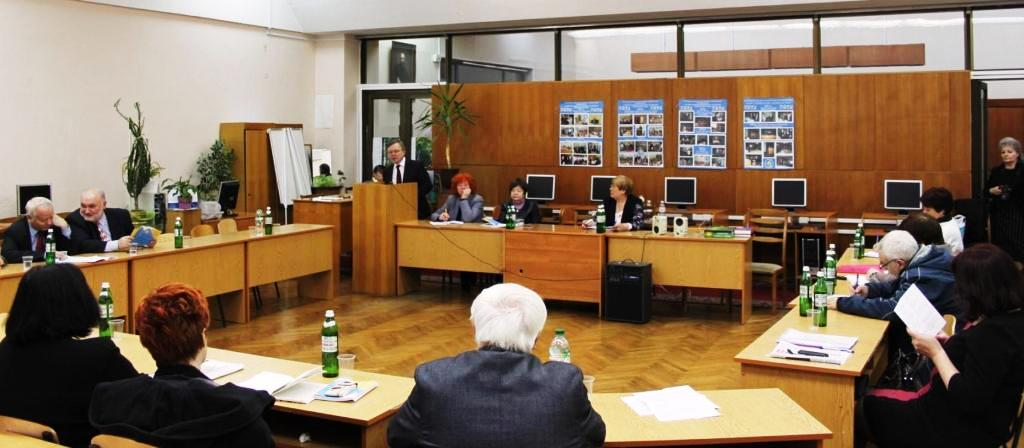
Мовний семінар в Інституті журналістики Шевченкового університету (Київ, 2014). Фото Сергія Шевченка

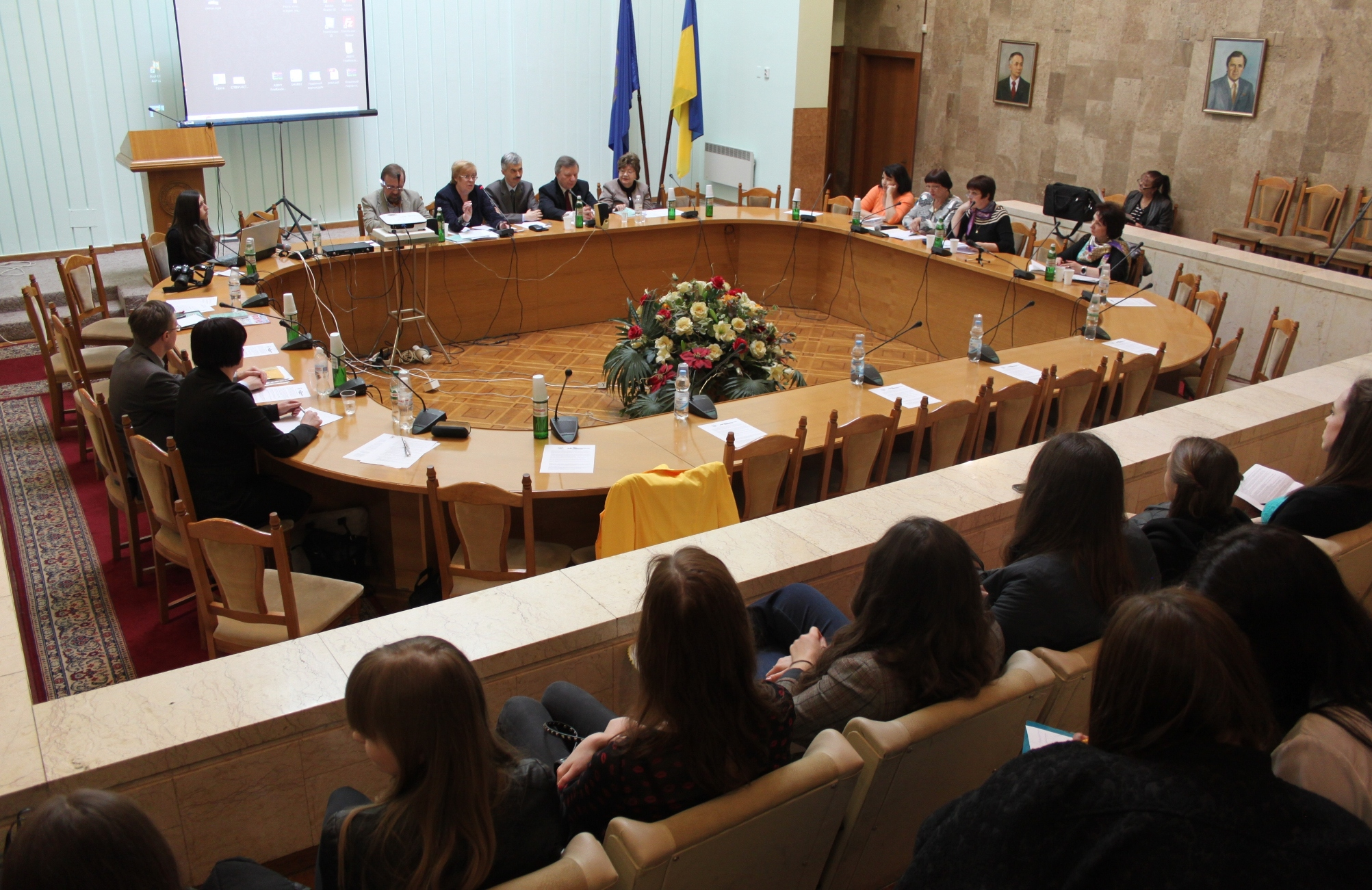
Семінар для журналістів «Культура мови — культура нації» (Київ, 2016). Фото Сергія Шевченка

Всеукраї́нський благоді́йний фо́нд «Журналі́стська ініціати́ва» — благодійна організація, створена з метою підтримки міжнародних, загальнодержавних та місцевих програм розвитку демократичної, незалежної преси, сприяння підвищенню кваліфікації та професійного рівня журналістів, розбудові вільного інформаційного простору.
Засновник і президент фонду з 2001 року — заслужений журналіст України Людмила Мех.

## Діяльність
Фонд, створений у Києві 2001 року, має представництва в усіх областях України та в Автономній Республіці Крим. Він об'єднує представників понад 200 ЗМІ та журналістських організацій. Проводить пресконференції, засідання пресклубів, семінари, доброчинні акції тощо. Співпрацює з Державним комітетом телебачення і радіомовлення України, Навчально-науковим інститутом журналістики Київського національного університету імені Тараса Шевченка, НСЖУ, Академією української преси, Всеукраїнським автомобільним клубом журналістів (ВАКЖ), Японським фондом майбутніх поколінь, Українською бібліотечною асоціацією, Українською асоціацією парламентських журналістів та ін.
Спільно з ВАКЖ є співорганізатором: міжнародних журналістських автопробігів «Дорога до Криму: проблеми та перспективи» (2001—2008); всеукраїнських автопробігів журналістів «Схід — Захід: разом назавжди!» (2005), «Пам'ять батьківського подвигу — в серцях наших» (2010); міжнародних ралі журналістів «Київська осінь» (2001—2009); міжнародної фотовиставки «В об'єктиві — автопробіг» (2007, Київ). Крім того, є ініціатором і співорганізатором Всеукраїнського семінару «Культура мови — культура нації» (2008, Черкащина; 2011—2017, Київ, Київська область); інформаційної акції «Рік жертв Великого терору» (2016—2017) — у партнерстві з МІА «Vector News»; книговидавничого проєкту «Толока Шевченків» (2010, Київ); багатоетапної культурної акції «Книжки — захисникам України» (2017—2021), в межах якої зібрано й подаровано понад 600 творів художньої літератури бібліотеці Українського державного медико-соціального центру ветеранів війни (с. Циблі на Київщині) й воїнам-ветеранам; інформаційної кампанії «Здоров'я майбутніх поколінь» (2021) та інших заходів. Упродовж 2021 року понад 200 примірників книжки «Імперія терору», виданої у співпраці з НСЖУ, подаровано науковим бібліотекам у Києві й 14 областях України, усім обласним організаціям НСЖУ, багатьом письменникам, журналістам, зокрема лавреатам творчих конкурсів (видання становить двокнижжя зі збіркою публіцистики «Соловецький реквієм»).
Фонд — один з основних інформаційних партнерів традиційних «Сікорських читань» у Переяславі на Київщині. У листопаді й грудні 2018 року в партнерстві з «Київським пресклубом» (голова правління Юрій Пересунько) проведено низку засідань пресклубів і панельних дискусій у пресцентрі НСЖУ.
ВБФ «Журналістська ініціатива» — співорганізатор міжнародного семінару в Києві «Дякуємо тобі, Україно!» (проведений 24 квітня 2018 р. спільно з Японським фондом майбутніх поколінь і в партнерстві з НСЖУ). Представники фонду відвідали Японію (2018—2019), зокрема побували в зоні відчуження аварійної АЕС «Фукусіма-1», виступали перед громадськістю на теми Чорнобильської катастрофи, зустрічалися з мерами Хіросіми й Нагасакі та пресою. 

### У час російського вторгнення в Україну
Від початку повномасштабного російського вторгнення в Україну активісти фонду та його партнерських організацій (НСЖУ, ВАКЖ) долучалися до волонтерської і доброчинної діяльності на допомогу журналістам і Силам безпеки й оборони України.
Влітку 2022 року президент фонду Людмила Мех і віцепрезидент Сергій Шевченко (керівник делегації українських журналістів) в межах ініційованої іноземними партнерами інформаційної місії зустрічалися в Японії з громадськістю, державними діячами, політиками, пресою в містах Токіо, Фукуока, Хіросіма, Нагасакі, Кумамото, брали участь у залученні благодійних пожертв для допомоги в час війни постраждалим медійникам і творчій спілці — НСЖУ. У Хіросімі, зокрема, були зустріч з мером, президентом організації «Мери за мир» Кадзумі Мацуї та брифінг. На публічних заходах, організованих корпорацією «Green coop», учасники делегації виступали з лекціями про потребу всебічної підтримки народу України в його боротьбі проти агресора. За підсумками поїздки доброчинці матеріально підтримали в Україні десятки журналістів, що опинилися в біді.
У час війни НСЖУ провела творчий конкурс «Інформаційна передова-2022» за організаційної підтримки ВБФ «Журналістська ініціатива» та Японського фонду майбутніх поколінь, який очолює Джунічі Ковака (номінації: «Краща журналістська робота», «Журналісти-волонтери», «Міжнародна солідарність»); троє представників керівництва й активу фонду були в журі цього конкурсу. У співпраці з фондом «Журналістська ініціатива» виготовлено й розповсюджено друковане видання НСЖУ «Ми з України!» (лютий 2023).
З березня 2024 року фонд має представника у складі Громадської ради при Комітеті Верховної Ради України з питань свободи слова.
У серпні 2024 року президентку фонду Людмилу Мех нагороджено дипломом Національного конкурсу «Благодійна Україна — 2023» в номінації «Медіа і доброчинність» (2024).

### Статутні напрями роботи й актив
ВБФ «Журналістська ініціатива» має статус неприбуткової організації. Благодійні надходження використовує за такими напрямами й видами діяльності: розвиток творчого потенціалу редакційних колективів телерадіокомпаній, газет, журналів, зміцнення матеріально-технічної бази журналістських колективів; підтримка і пропаганда автоспорту й туризму, здорового способу життя, масової фізичної культури; розвиток культурних надбань, просвітницька діяльність тощо.
Благодійні надходження спрямовуються також на лікування журналістів і членів їхніх сімей, зокрема в період поширення пандемії COVID-19 надано матеріальну допомогу багатьом редакціям ЗМІ й працівникам преси. Крім того, фонд надавав фінансову підтримку обдарованим студентам і молодим науковцям у галузі журналістики. Вдячні фонду за доброчинні пожертви й волонтери, які не один рік підтримують «журналістський» підрозділ, у якому командир — Віктор Ожогін.
Серед керівництва й активістів фонду: Валерій Іванов (перший віцепрезидент), Олена Мех (віцепрезидент), Сергій Шевченко (віцепрезидент), Олег Сташко (голова наглядової ради), Олексій Плаксін (перший заступник голови наглядової ради), Марина Тепленко-Дідик (заступник голови наглядової ради), Євген Букет, Олександр Савенко, Наталя Черешинська, Жанна Мазицька, Дмитро Олтаржевський, Тетяна Іванова, Лілія Курбатова, Іван Чумак (Київ і область), Михайло Калініченко, Валентина Душок, Микола Ратушний (Черкаси і область), Марія Веремчук, Євгеній Кравс (Львів), Ольга Бабій (Івано-Франківськ), Ігор Сєдой (Одеса), Тетяна Скомаровська, Сергій Рибаченко (Вінниця), Едуард Бобровицький (Запоріжжя), Тетяна Смолдирєва (Чернівці), Ольга Куліш (Луцьк/Київ), Микола Стеценко (Миколаїв), Анатолій Жупина, Валерій Долина (Херсон), Андрій Бабінець (Рівне), Ігор Зоц (Донецьк/Київ), Ольга Капустян (Чернігів) та інші. 

## Нагороди, відзнаки
- Почесна грамота Кабінету Міністрів України (2003) за вагомий внесок у розвиток української журналістики, активне формування позитивного іміджу України як демократичної держави.
- Грамота Національної ради України з питань телебачення і радіомовлення (2008).
- Подяка міністра аграрної політики України (2003).
- Фонд неодноразово відзначено дипломами в номінації «Журналістська акція року» Відкритого міжнародного творчого конкурсу «Срібне перо».
- Лавреат Національного конкурсу «Благодійна Україна — 2019» (друге місце, 2020)[27].
- Спеціальна відзнака Національної спілки журналістів України (2021).
- Диплом учасника Національного конкурсу «Благодійна Україна — 2021».

Президент фонду Л. Г. Мех нагороджена найвищою відзнакою творчої спілки в галузі журналістики України «Золоте перо» (1986) — за оперативне і професійне висвітлення у ЗМІ подій, пов'язаних з аварією на Чорнобильській атомній електростанції.